# Rariorum Liguriae (Italiae) Plantarum
Rariorum Liguriae (Italiae) Plantarum (abreviado Rar. Lig. (Ital.) Pl.) es un libro con ilustraciones y descripciones botánicas que fue escrito por el médico y un botánico italiano; Antonio Bertoloni. Fue publicado en 3 volúmenes en los años 1803-1810 con el nombre Rariorum Liguriae [Italiae] Plantarum Decas Prima [secunda, tertia].